# 刘定国 (燕王)
刘定国（？—前128年），汉朝宗室，西汉第七代燕王。其祖父燕敬王刘泽是汉高帝从祖昆弟。

## 生平
前152年，其父刘嘉死后，刘定国袭位燕王，在位二十四年。
刘定国与庶母私通，夺弟妻为姬，与三个女儿通奸。肥如令郢人告发，被他杀死。
前132年，其一女嫁田蚡。前128年，汉武帝得知他的罪行，燕王刘定国被迫自杀，燕国国除。
| 前任： 父刘嘉 | 西汉燕王 前151年－前128年 | 繼任： 汉武帝子 刘旦 |

## 註解
1. ↑  《汉书》卷六：秋，燕王定國有罪，自殺。